# Províncias da República Democrática do Congo
O Artigo 2 da Constituição Congolesa de 2005, que entrou em vigor em fevereiro de 2006, especifica vinte e cinco novas províncias, mantendo a capital / província de Quinxassa. Esta nova organização territorial tem efeito nos trinta e seis meses da promulgação da nova Constituição, ou seja, até Fevereiro de 2009.

As vinte e cinco províncias e a cidade capital Quinxassa.

| N°  | Província        | HASC  | População (estimativa 12/2005) | Área (km²) | Capital     | Antiga província   |
| --- | ---------------- | ----- | ------------------------------ | ---------- | ----------- | ------------------ |
| 1.  | Quinxassa        | CD.KN | 8 951 248                      | 9 965      | Quinxassa   | Quinxassa          |
| 2.  | Congo Central    | CD.BC | 3 734 594                      | 53 929     | Matadi      | Baixo-Congo        |
| 3.  | Cuango           | CD.KG | 1 994 036                      | 89 974     | Kenge       | Bandundu           |
| 4.  | Cuílo            | CD.KU | 2 144 415                      | 78 219     | Bandundu    | Bandundu           |
| 5.  | Mai-Indombe      | CD.MA | 1 768 327                      | 127 465    | Inongo      | Bandundu           |
| 6.  | Cassai           | CD.KS | 3 199 891                      | 95 631     | Chicapa     | Cassai Ocidental   |
| 7.  | Cassai Central   | CD.LL | 2 976 806                      | 59 111     | Kananga     | Cassai Ocidental   |
| 8.  | Cassai Oriental  | CD.KO | 2 702 430                      | 9 481      | Buchimaie   | Cassai Oriental    |
| 9.  | Lomani           | CD.LM | 2 048 839                      | 56 010     | Kabinda     | Cassai Oriental    |
| 10. | Sancuru          | CD.SN | 1 374 239                      | 105 000    | Lusambo     | Cassai Oriental    |
| 11. | Maniema          | CD.MN | 1 908 770                      | 132 520    | Quindu      | Maniema            |
| 12. | Quivu do Sul     | CD.SK | 5 050 348                      | 65 070     | Bucavu      | Quivu do Sul       |
| 13. | Quivu do Norte   | CD.NK | 7 460 642                      | 59 483     | Goma        | Quivu do Norte     |
| 14. | Ituri            | CD.IT | 4 241 236                      | 65 658     | Bunia       | Província Oriental |
| 15. | Alto Uele        | CD.HU | 1 920 867                      | 89 683     | Isiro       | Província Oriental |
| 16. | Chopo            | CD.TO | 2 614 630                      | 199 567    | Quissangane | Província Oriental |
| 17. | Baixo Uele       | CD.BU | 1 093 845                      | 148 331    | Buta        | Província Oriental |
| 18. | Ubangui do Norte | CD.NU | 1 482 076                      | 56 644     | Gebadolite  | Equador            |
| 19. | Mongala          | CD.MO | 1 793 564                      | 58 141     | Lisala      | Equador            |
| 20. | Ubangui do Sul   | CD.SU | 2 744 345                      | 51 648     | Gemena      | Equador            |
| 21. | Equador          | CD.ET | 1 626 606                      | 103 902    | Mebandaca   | Equador            |
| 22. | Chuapa           | CD.TP | 1 316 855                      | 132 940    | Boende      | Equador            |
| 23. | Tanganhica       | CD.TG | 2 482 009                      | 134 940    | Kalemie     | Catanga            |
| 24. | Alto Lomami      | CD.HL | 2 540 127                      | 108 204    | Camina      | Catanga            |
| 25. | Lualaba          | CD.LB | 1 677 288                      | 121 308    | Coluezi     | Catanga            |
| 26. | Alto Catanga     | CD.HK | 3 960 945                      | 132 425    | Lubumbashi  | Catanga            |
|     | Totais           |       | 74 808 978                     | 2 345 249  |             |                    |

## Províncias anteriores a 2009
|  | 1. Bandundu 2. Baixo Congo 3. Equador 4. Cassai Ocidental 5. Cassai Oriental 6. Catanga 7. Quinxassa 8. Maniema 9. Quivu do Norte 10. Província Oriental 11. Quivu do Sul |